# دوري كرة القدم الإنجليزي 1938–39
دوري كرة القدم الإنجليزي 1938–39 (بالألمانية: Football League First Division 1938/39) هو موسم من دوري كرة القدم الإنجليزي. أقيم خلال الفترة 27 أغسطس 1938 وحتى 6 مايو 1939، وفاز فيه نادي إيفرتون.